# 2018 AH
Der Asteroid 2018 AH ist ein erdnahes Objekt, das am 3. Januar 2018 entdeckt wurde, nachdem es bereits am 2. Januar 2018 um 4:25 Uhr (TDB) die Erde innerhalb der Mondbahn passiert hatte. Der Durchmesser wird mit 84 bis 190 m angegeben. Die Geschwindigkeit betrug bei der größten Annäherung 13,8 km/s.